# Cymenopterus
Cymenopterus is een geslacht van kevers uit de familie van de loopkevers (Carabidae). De wetenschappelijke naam van het geslacht is voor het eerst geldig gepubliceerd in 1948 door Jeannel.

## Soorten
Het geslacht Cymenopterus omvat de volgende soorten:
- Cymenopterus perforatus (Alluaud, 1897)
- Cymenopterus vadoni (Jeannel, 1948)